# Anthony Walker
Pour les articles homonymes, voir Walker.
Anthony Walker (Thirsk, 1726 - Londres, 1765) est un dessinateur et graveur britannique.

## Biographie
Anthony Walker est né à Thirsk en 1726,,, dans une famille où il a neuf frères et sœurs, beaucoup desquels sont devenus de bons dessinateurs.
Il étudie le dessin à l'Académie St Martin's Lane et est formé à la gravure par le graveur et marchand d'estampes John Tinney,.
Artiste « intelligent », il a dessiné et gravé de nombreuses illustrations de livres, principalement des vignettes et des frontispices,. Il travaille pour Thomas Kitchin, pour lequel il produit des cartographies. Son frère William Walker le suit : Anthony lui enseigne la gravure et William devient son assistant,.

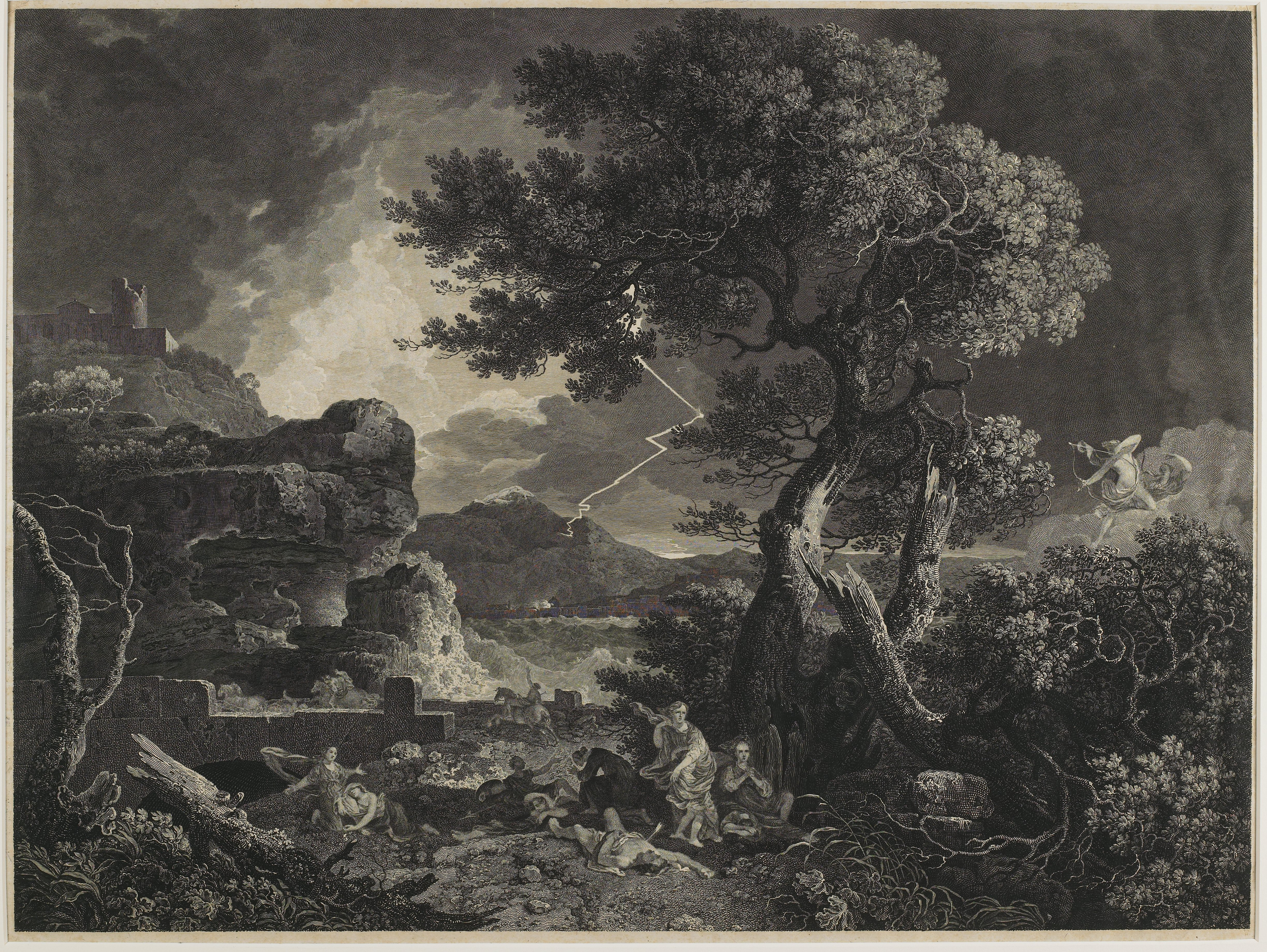
The Destruction of the Children of Niobe, gravure de William Woollett (1761), d'après un tableau de Richard Wilson (1760).

Il travaille comme dessinateur et graveur pour John Boydell dans son ouvrage A Collection of Prints, Engraved after the Most Capital Paintings in England (2 vol., 1769-1782). Il produit pour lui des gravures de reproduction de grand format : The Angel departing from Tobit and his Family (L'ange disparaît devant la famille de Tobit), d'après Rembrandt ; The Country Attorney and his Clients, d'après un dessin attribué à Holbein ; Dentatus refusing the Presents of the Samnites, d'après Pierre de Cortone ; le diptyque Law et Medicine, d'après Adriaen van Ostade ; View of the City of Worcester et View of Lord Harrington's Park, d'après J. B. C. Chatelain,. Ces estampes sont exposées avec l'Incorporated Society of Artists en 1763–1717. Walker a gravé les personnages dans la célèbre estampe The Destruction of the Children of Niobe, de William Woollett,. Cette estampe connaît un succès retentissant, Woollett gagnant le statut de meilleur graveur de reproduction de l'Angleterre du XVIIIe siècle et Boydell faisant d'importantes entrées d'argent,. Il s'agit là de la toute première gravure britannique activement souhaitée sur le continent,, renversant l'équilibre commercial de l'estampe entre la France et l'Angleterre,.
Anthony Walker meurt à Kensington (Londres) le 9 mai 1765.

## Œuvre

### Œuvres cartographiques

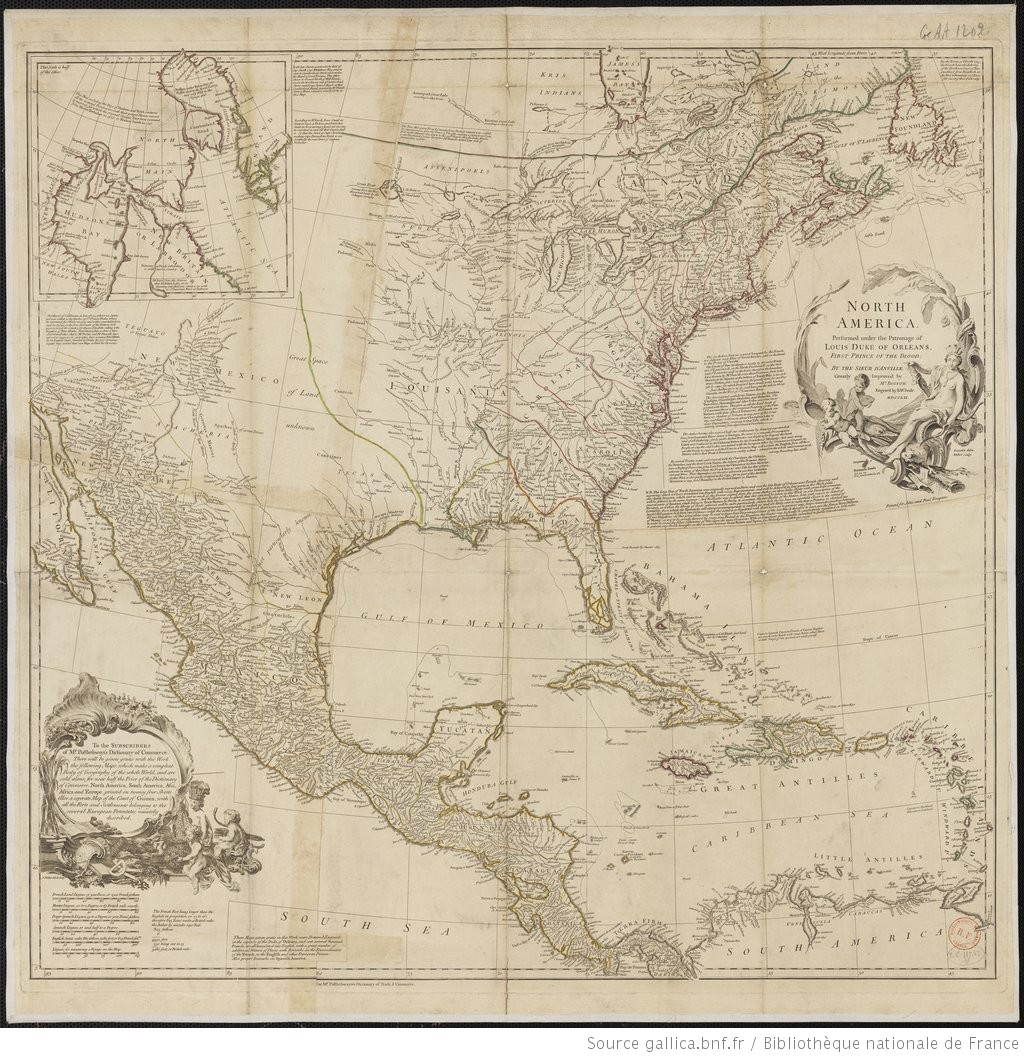
North America. performed under the patronage of Louis, duke of Orléans, des cartographes Jean-Baptiste Bourguignon d'Anville, Solomon Bolton,, Richard William Seale, et co-gravé avec Hubert-François Gravelot (1752, Bibliothèque nationale de France).

- An Accurate Map of the Country of Huntingdon Divided into its Hundreds, du cartographe et graveur Emanuel Bowen, Londres, 1749 (BNF 40664928)
- An Accurate Map of Cambridgeshire divided into its Hundreds, d'Emanuel Bowen, Londres, c. 1750 (BNF 40603476)
- A New Improved Map of Hartfordshire, du cartographe Thomas Kitchin, Londres, 1749 (BNF 40640769)
- An Accurate Map of Carmarthen Shire Drawn from an Actual Survey, de Thomas Kitchin, Londres, 1750 (BNF 40664845)
- North America. performed under the patronage of Louis, duke of Orléans, du cartographe Jean-Baptiste Bourguignon d'Anville, Londres, 1752 (BNF 40595597)
- A Topographical Map of the County of Berks, du cartographe John Rocque, Londres, 1761 (BNF 40599606)
- An Accurate Map of England and Wales, du cartographe Thomas Kitchin, Londres, c. 1770 (BNF 40596434)

### Ouvrages illustrés
- John Boydell, A Collection of Prints, Engraved after the Most Capital Paintings in England (2 vol., 1769-1782)[7]
- The Complete Drawing Book (ouvrage pédagogique, Londres, 1757).